# لوون ظهرابیان
لوون نرسسی ظهرابیان (ارمنی: Լևոն Ներսեսի Զոհրաբյան؛ انگلیسی: Levon Zohrabyan؛ زاده ۱۳ نوامبر ۱۸۹۴ – درگذشته ۲۹ اوت ۱۹۵۹) یک بازیگر اهل ارمنستان بود. وی بین سال‌های ۱۹۳۹ تا ۱۹۵۵ میلادی فعالیت می‌کرد.

## گزیده فیلمشناسی
از فیلم‌ها یا برنامه‌های تلویزیونی که وی در آن نقش داشته است می‌توان به آثار زیر اشاره کرد.
- ماهی‌گیران سوان (۱۹۳۹)
- داویت بک (۱۹۴۳)

## جوایز
وی همچنین برنده عنوان هنرمند مردمی ارمنستان شوروی در سال ۱۹۴۷ شده است.